# Йёр, Франциска
Франци́ска Йёр (нем. Franziska Jöhr) — швейцарская кёрлингистка.
В составе женской команды Швейцарии участник и бронзовый призёр чемпионата мира 1985. Чемпионка Швейцарии среди женщин.
Играла на позиции первого.

## Достижения
- Чемпионат мира по кёрлингу среди женщин: бронза (1985).
- Чемпионат Швейцарии по кёрлингу среди женщин: золото (1985).

## Команды
| Сезон   | Четвёртый    | Третий        | Второй        | Первый        | Турниры            |
| ------- | ------------ | ------------- | ------------- | ------------- | ------------------ |
| 1984—85 | Эрика Мюллер | Барбара Мейер | Барбара Майер | Франциска Йёр | ЧШЖ 1985 · ЧМ 1985 |

(скипы выделены полужирным шрифтом)